# Château Cos d'Estournel
Château Cos d'Estournel es una bodega en la AOC Saint-Estèphe dentro de la comarca del Médoc, perteneciente a la región vinícola de Burdeos (Francia), así como el vino tinto que se elabora en esta propiedad. Fue clasiciado como uno de los Deuxièmes Crus en la Clasificación Oficial del Vino de Burdeos de 1855. La propiedad queda junto al Château Lafite Rothschild en la cercana comuna de Pauillac.
El nombre Cos se refiere a una "colina de guijarros" en dialecto gascón y el nombre Cos d'Estournel se le dio, en 1810, Louis-Gaspard d'Estournel. El château, como muchos otros de la zona, cambió de manos varias veces a lo largo de la historia, empezando en 1852 cuando fue adquirido por el banquero inglés Charles Cecil Martyns. En 1869, fue vendido a la familia española Errazu, sólo para ser vendido de nuevo 20 años después en 1889 a la familia Hostein, con sede en Burdeos. A través de su matrimonio con Marie-Thérèse Hostein, Louis-Victor Charmolue, quien también era d'Estournel en 1894. Finalmente, en 1917, se vendió a Fernand Ginestet. El château ha permanecido en la familia Ginestet desde entonces, convirtiéndose en 1970 en parte de "Domaines Prats", el holding combinado de los Ginestet y los Prats, y controlado por Bruno Prats.
Château Cos d'Estournel produce dos tintos: su Grand vin epónimo y su segundo vino, Les Pagodes de Cos.
Tiende a llevar más merlot que otros vinos de la orilla izquierda.

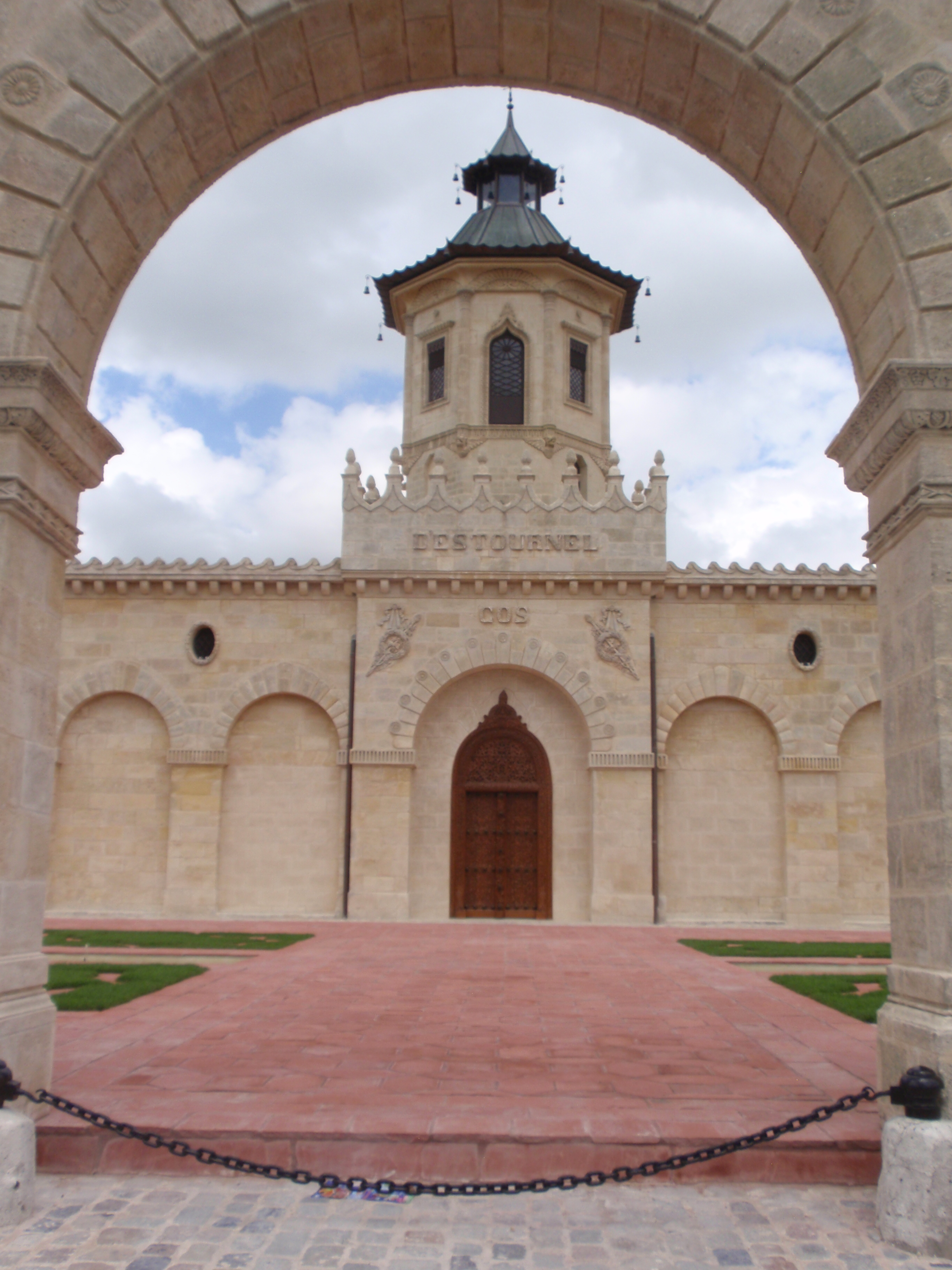
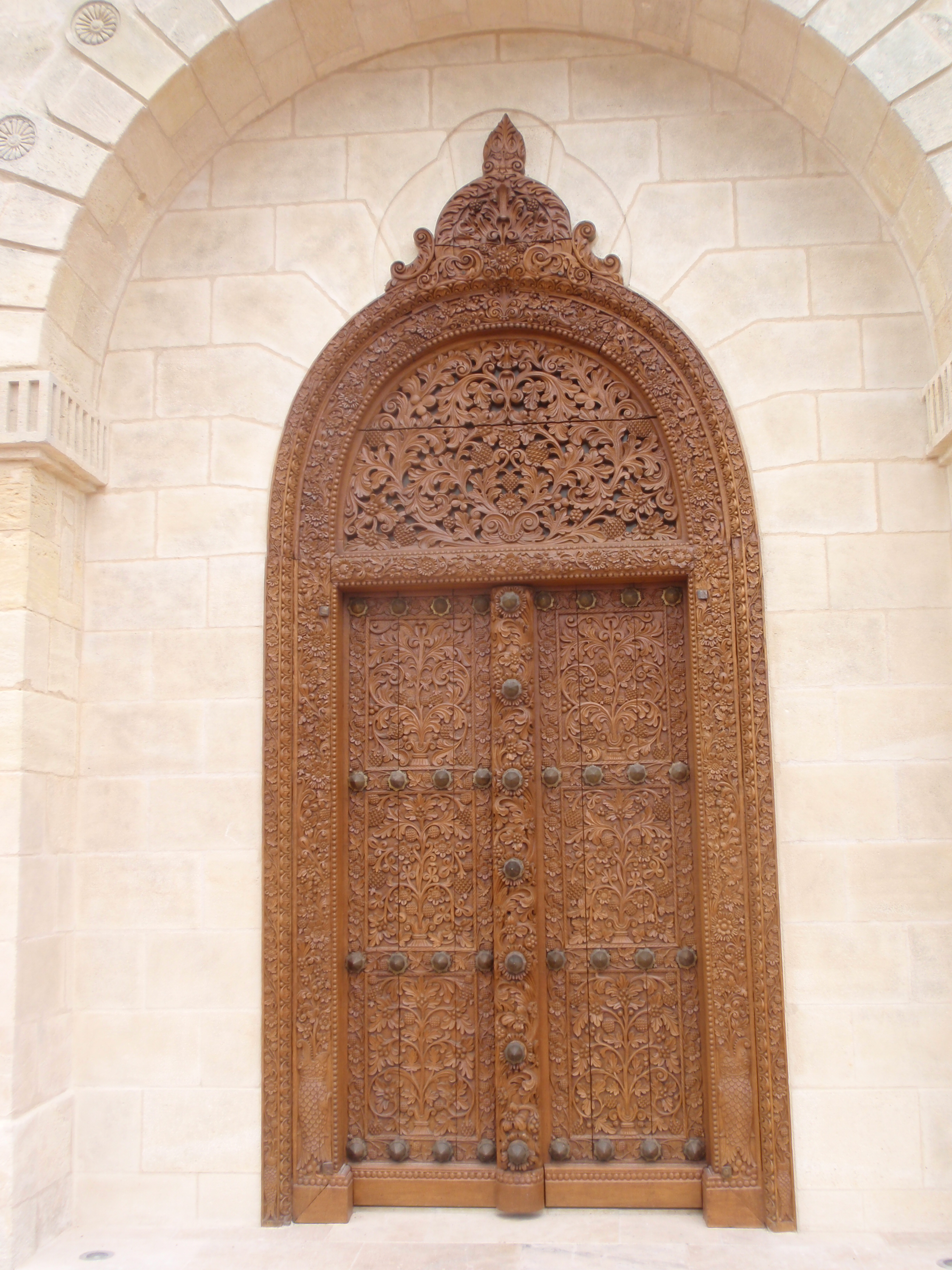
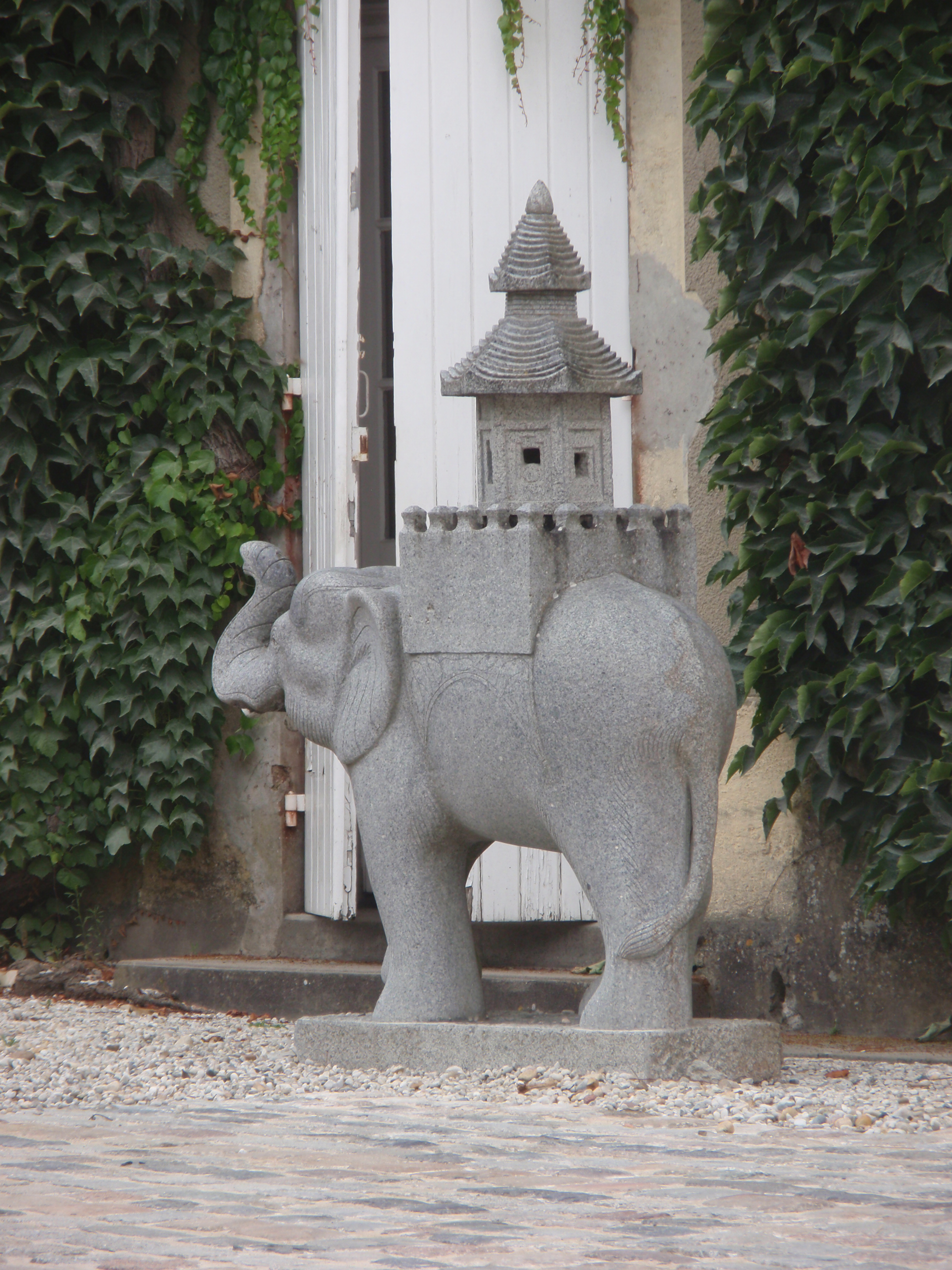
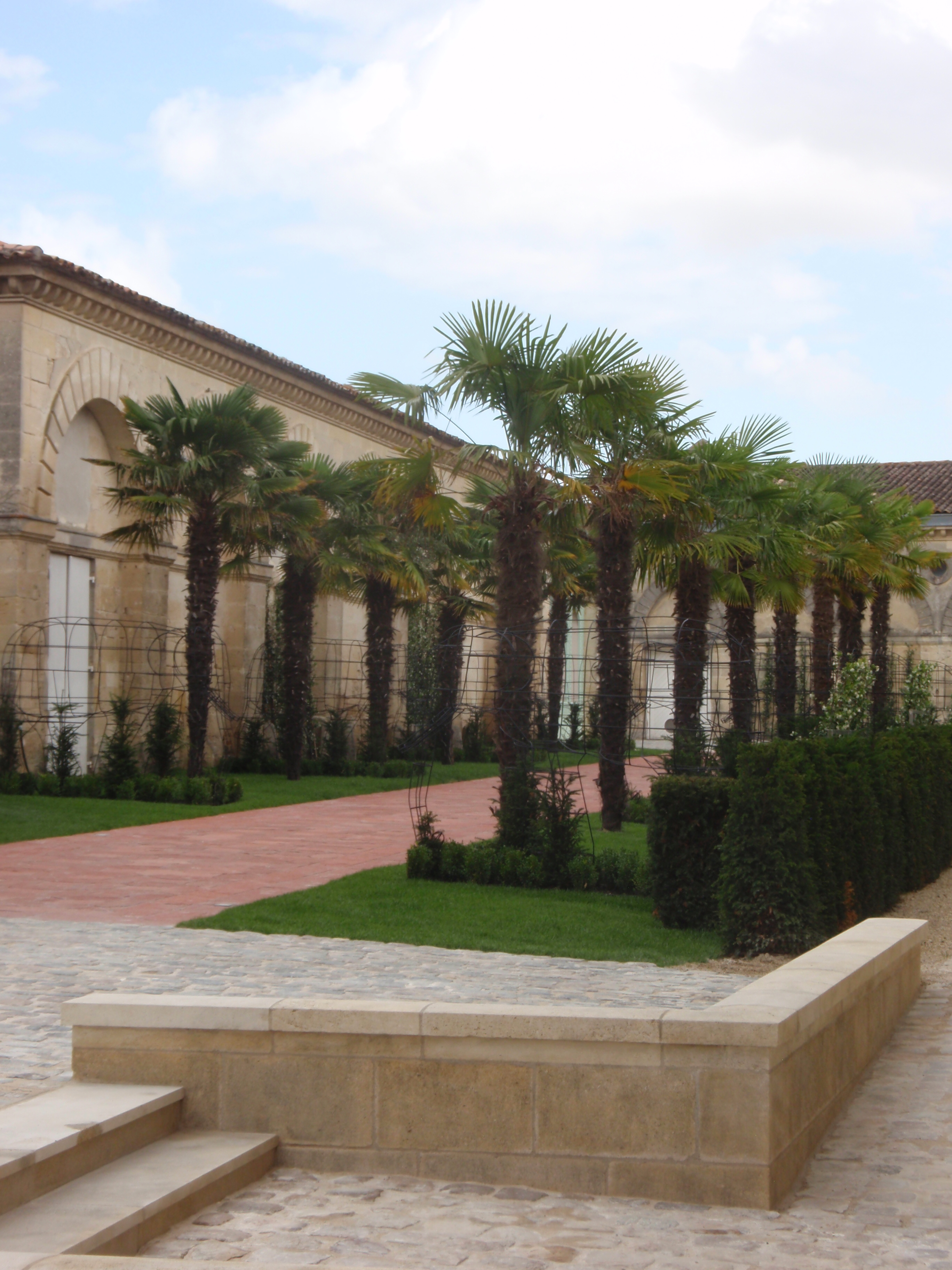